# Avatar: The Last Airbender - Suki, Alone
Avatar: The Last Airbender - Suki Alone é uma história em quadrinhos norte-americana publicada pela editora Dark Horse em 2021. Foi escrita por Faith Erin Hicks com a arte de Peter Wartman e Adele Matera É baseada na série animada Avatar: The Last Airbender.

## Sinopse
Suki é capturada pela Nação do Fogo e trazida para a Rocha Fervente, uma prisão severa no meio de um vulcão dormente. Separada do Time Avatar e de suas irmãs Guerreiras Kyoshi, ela decide construir sua própria comunidade entre os outros prisioneiros. Mas precisará de mais do que uma palavra encorajadora para conseguir que tantas pessoas aterrorizadas confiem nela. Suki precisará extrair tudo de si para conseguir, e até mesmo isso pode não ser suficiente.

## Produção
O site The Hollywood Reporter revelou que a Dark Horse Comics iria continuar a série de quadrinhos baseada em Avatar: The Last Airbender com um título focado na personagem Suki. O quadrinho mostraria a personagem separada dos outros e tendo que criar uma comunidade com outros detentos em uma prisão na Nação do Fogo. Faith Erin Hicks retornaria para o roteiro com colaboração de Tim Hendrick, com a arte ficando por conta de Peter Wartman e as cores por Adele Matera.

## Publicação
Chegou as bancas em 28 de julho de 2021, contando com 80 páginas.

## Recepção
Paul Lai e Mark Tweedale publicaram uma crítica para o site Multiversity Comics. Os dois elogiaram a novel, alegando que "desenvolve uma personagem chave no Avatarverso em uma jornada solo que se transforma de forma profundamente conectada com a história em geral". Eles ainda enfatizam que "é uma história que realça o quão versátil é esse mundo em contar todas as formas de contos".
Cole Rush, para o site The Quill to Live, também elogiou a história, alegando que a graphic novel "é uma extensão digna da história da série e uma trama conexa que se encaixa perfeitamente com a saga da Rocha Fervente".